# Filippo Pascucci
Filippo Pascucci (* 24. Juni 1907 in Genua; † 18. Dezember 1966), in Argentinien unter Felipe Pascucci bekannt, war ein italienischer Fußballtrainer. Er trainierte Argentinien bei der Fußball-Weltmeisterschaft 1934.

## Karriere
Filippo Pascucci trainierte verschiedene Vereine in Argentinien, darunter Estudiantil Porteño und River Plate. Mit der Einführung des Profifußballs 1931 wechselte er zu Sportivo Barracas, dem stärksten Amateurteam. Aufgrund seiner Erfolge wurde er 1934 Trainer der argentinischen Nationalmannschaft für die Weltmeisterschaft in Italien, die aus Amateuren und regionalen Spielern bestand.
Der von Pascucci nominierte, 18 Spieler umfassende WM-Kader beinhaltete 14 italienischstämmige Spieler (Oriundi). Argentinien schied bereits in der ersten Runde, dem Achtelfinale, mit 2:3 gegen Schweden aus. Pascucci war mit dem offensiven Potenzial seiner Mannschaft zufrieden und erhielt Kritik an der Defensive, was seine Beziehung zur argentinischen Presse belastete. Er entschloss sich, nach der WM nicht nach Argentinien zurückzukehren, sondern in seiner Heimat zu bleiben.
Er trainierte 1935 die Jugendmannschaft des FC Bologna und übernahm später die Mannschaft von Sanremese, die er 1937 in die Serie B führte. Nach weiteren Stationen, darunter beim französischen Klub FC Antibes, kehrte Pascucci 1951 zu Sanremese zurück und blieb bis 1953.
Filippo Pascucci starb am 18. Dezember 1966 im Alter von 59 Jahren an einem Herzinfarkt, während er als Athletiktrainer für die Wasserballmannschaft von Pro Recco arbeitete.